# 姚泓
姚 泓（よう おう）は五胡十六国時代の後秦の第3代皇帝。二代目の姚興の長男。諡号がないため、末主や帝泓と称される。
父姚興の部将であった時から仏教に傾倒するあまり文弱と評価され、416年に即位してからも夏の赫連勃勃のゲリラ攻撃や親族の造反に苦しめられた。最終的には東晋の劉裕に国を滅ぼされ、東晋の都建康で処刑された。

## 生涯

### 幼年
後秦の初代皇帝の姚萇の治世であった388年に生まれた。博学で談論を好み、詩詠を最も好んだという。弘始4年（402年）に父の姚興に皇太子に立てられたが、孝友で温厚なのはいいものの国の経営の才は無く、病気がちだったために姚興はこれをためらったという。同年、姚興が北魏の道武帝と戦う間、都常安（長安）を任された。407年に姚興は国務の一部を姚泓に任せた。409年に姚興が造反した劉勃勃（赫連勃勃）と戦う間も都で馮翊人の劉厥の反乱を鎮圧した。この時、諸將はこの功績を露布に表言し、首を晒すべきだと献言したが、姚泓は反乱を起こさせたことを誇るものではないと拒否した。右僕射の韋華はこの行動を褒め称えた。

### 後継争い
411年、姚興が可愛がっていた姚泓の弟の姚弼は皇位を狙っていた。同年、姚弼は姚泓派の姚文宗を冤罪で咎め、姚興は姚文宗に自殺を命じた。この一件で怖じ気付いた大臣が多数、姚弼派についた。姚興が病床に就くと、姚弼は再びクーデターを企んで姚懿、姚洸、姚諶ら兄弟の軍を準備させた。梁喜や尹昭はこれに気づいて姚興に姚弼を罰するよう説得したので、姚興は姚弼と兄弟らを常安に呼び寄せた。兄弟らは姚弼の罪を並べたが、姚興は追及しなかった。415年、姚弼はこれの仕返しとして姚宣の罪を提造したので、姚興は姚宣を捕らえた。同年秋、再び病床に就くと、姚弼は再度クーデターを企んだ。姚興はその配下の唐盛と孫玄を処刑し、姚弼を捕らえたが助命して解放した。
416年、姚興は華陰で病を発し、常安（長安）に帰還しようとしていた。姚弼派の尹沖は姚泓が姚興を迎え入れる際に暗殺しようと考えていたが、これを聞きつけた姚泓派の大臣等が出迎えを止めるよう説得した。姚沙弥は尹沖を説得して姚弼派にしようとしたが、拒否した。姚興が常安（長安）に戻ると、後継を姚泓に定めて姚弼の逮捕を命じた。この時、姚耕児は姚興が死んだと信じ込み、姚愔を立ててクーデターを起こそうとした。姚愔は兄弟の兵と合わせて宮を襲い、姚泓の兵と戦ったが、姚興が病体で公に姿を現すと、姚愔の兵は姚興を目にした瞬間、姚愔を見捨てた。この時、姚興は姚弼に自殺を命じて姚愔も鎮圧された。
その夜、姚興は国を姚紹、梁喜、尹昭、斂曼嵬らに託して翌日死んだ。姚泓はこれを当初秘密として、姚愔や尹元の協力者らを誅殺した。それから姚興の死を公表し、皇帝に即位した。

### 即位後
姚泓は即位後すぐに夏や東晋に攻撃され、その対応は魯公姚紹に頼るところが大きかった。姚泓が姚紹に多大な兵権を与えて頼ったことは『晋書』に明識で寛裕であると評されている。しかし、姚泓の弟や従兄弟のクーデターに見舞われたことで後秦は瓦解した。
- 416年、姚恢に安定郡太守の呂超を殺すよう命じたが、姚恢はしばらくそれを実行しなかった。これに姚泓がその二心を疑ったことで、姚恢が鎮していた安定を棄ててその軍を都に向けた。姚紹とその子の姚讃が姚恢を捕らえて殺した。
- 417年、蒲坂に鎮していた姚懿が造反して皇帝を名乗ったが、人望が集まらず、姚紹がすぐに鎮圧して捕らえた。

東晋の劉裕は、しかしこの内乱を機として416年秋に洛陽を含めた後秦領の大半を攻撃して手に入れた。姚紹と姚讃がこれを迎え撃ったが、敗けたために姚紹は憤って病死した。姚讃も抵抗を続けたが敗れた。姚泓は数万を率いて親征し、別軍による背後からの攻撃を懸念して先に沈田子を攻撃したが、大敗して劉裕の本軍と戦うことなく長安に帰還した。劉裕は王鎮悪に常安（長安）を攻めさせた。姚泓は再び親征して抵抗しようとしたが、統制が取れずに混乱し、王鎮悪と戦うことなく帰還した。
姚泓は降伏を考えたが、子の姚仏念が降伏しても処刑されると説いて自殺を勧めた。これに姚泓は拒否し、姚仏念は身を投じて自殺した。姚泓は皇后（名は不明）と共に王鎮悪に降伏し、東晋の都建康に送られて処刑され、後秦は滅びた。この時、建康の百里内の草木は皆、枯れ死んだという。

## 宗室
后妃は不明。

### 父母
- 姚興 - 父

### 兄弟
- 姚懿（上庸公 ?-416年）
- 姚弼（広平公 ?-416年）
- 姚洸（陳留公）
- 姚宣（長楽公 ?-416年）
- 姚諶（博陵公 ?-417年）
- 姚愔（南陽公 ?-416年）
- 姚璞（平原公 ?-417年）
- 姚質（范陽公）
- 姚逵（渤海公）
- 姚裕（河間公 ?-417年）
- 姚国児（章武公）
- 姚黄眉（隴西公、後に北魏に仕える。?-440年頃）
- 姚万寿（宋に仕える）
- 姚耕児（?-416年）
- 西平公主（北魏の明元帝の昭哀皇后 ?-420年頃）

### 子女
- 姚仏念（407年 - 417年）
- 姚氏（後秦の駙馬都尉徐衆の妻）